# Джяковиця (аеропорт)

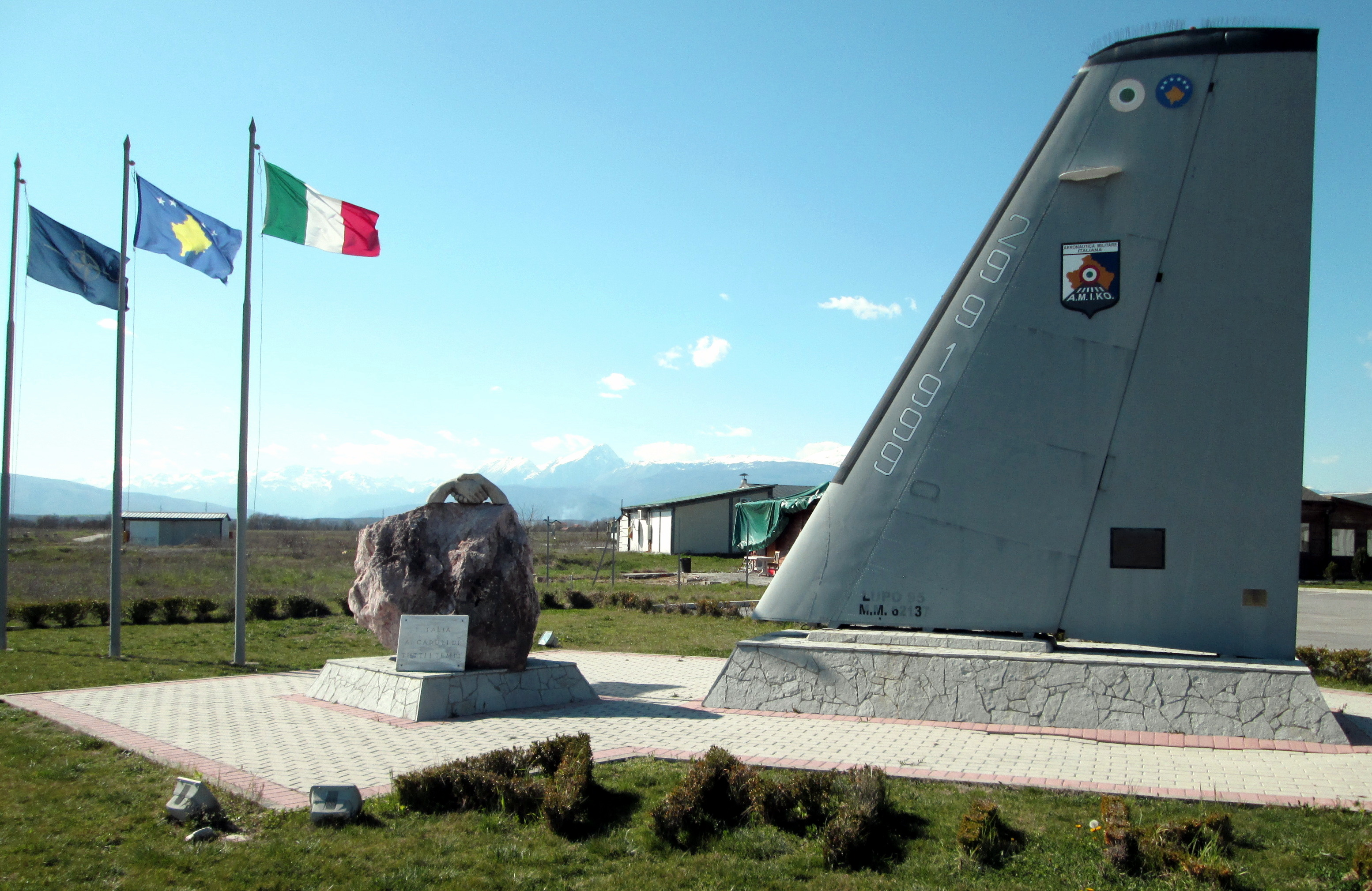
Пам'ятник першому польоту в аеропорту Джяковіца 23 вересня 1999 року, італійськими повітряним силами літаком G 222

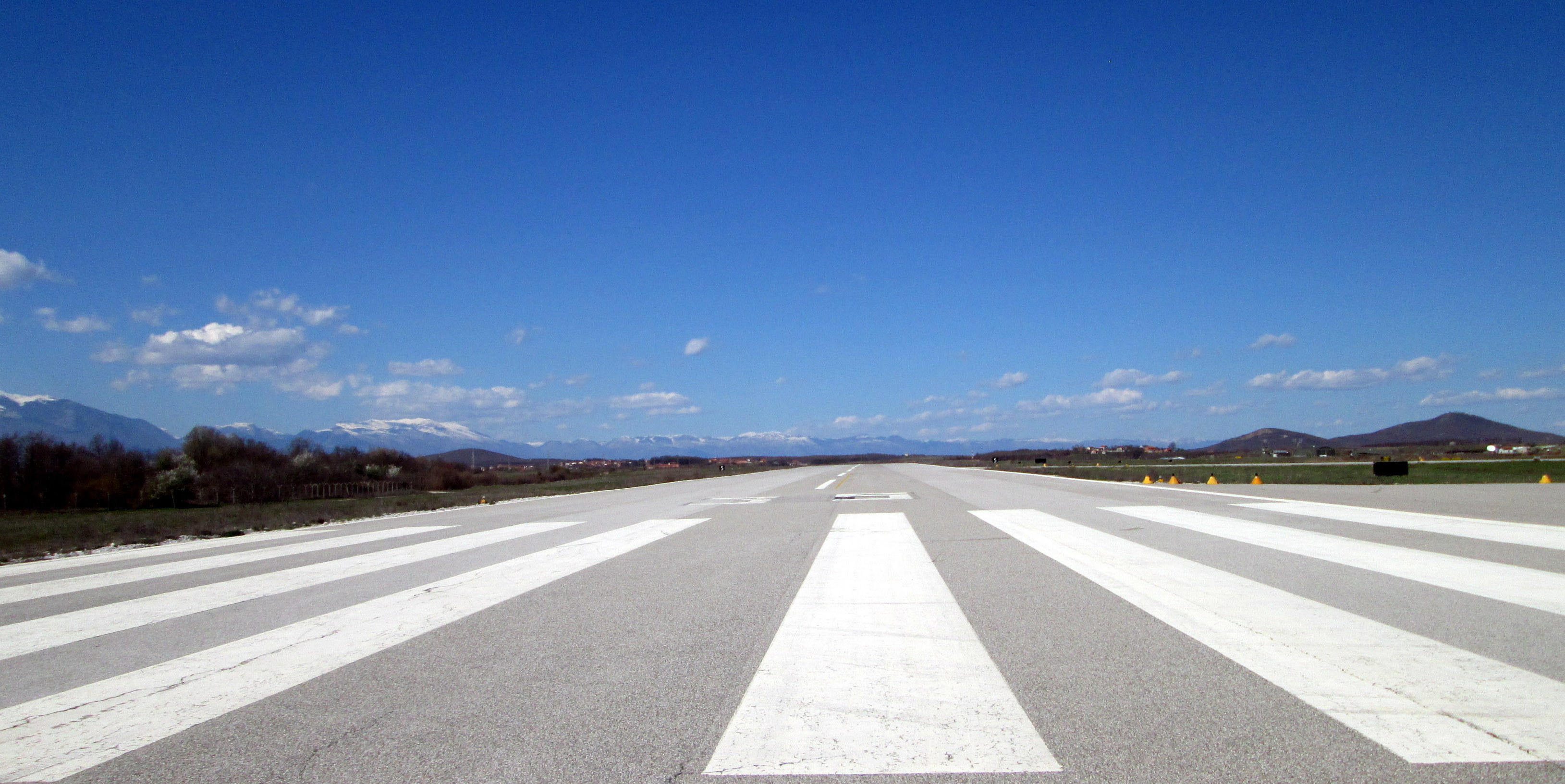
Злітно-посадкова смуга аеропорту Джяковиця

Аеропорт Джяковиця — аеропорт неподалік від міста Джяковиця в західній частині Косова. Очікується, що аеропорт стане цивільним в наступні роки. Він буде використовуватися для недорогих комерційних авіакомпаній і вантажних рейсів.

## Історія
Аеропорт був побудований для Сил Косова (КФОР) після війни в Косові 1999 року, поруч з існуючим аеродромом, який використовувався для сільськогосподарських цілей.
Сучасний аеропорт використовувався переважно для військових і гуманітарних рейсів.
18 грудня 2013 року, аеропорт був переданий уряду Косова від ВПС Італії. Згідно з італійським операціями ВПС, аеропортом Джяковіца було оброблено понад 27 000 літаків, 220 000 пасажирів і перевезення понад 40 000 тонн вантажів.
Місцевий і національний уряди планують створити з аеропорту Джяковиця цивільний та комерційний аеропорт. Станом на грудень 2015 року, аеропорт має статус такий який закритий владою Косова.

## Місцезнаходження
Аеропорт Джяковиця розташований у безпосередній близькості від міста Джяковиця, що за чотири кілометри на південь від озера Радонич.